# Der Wald (2017)
Der Wald (Originaltitel: La forêt) ist eine französische Miniserie, die im Mai 2017 in Belgien von La Une und international von Netflix im Juli 2018 veröffentlicht wurde.

## Handlung
Jennifer verschwindet im Wald nahe dem kleinen Dorf Montfaucon in den Ardennen, nahe Verdun. Die Ermittlungen der Polizei werden durch die Lehrerin Eve Mendel unterstützt, die als Kind im Wald ein traumatisches Erlebnis hatte.

## Episoden
| Nr. (ges.) | Nr. (St.) | Deutscher Titel | Originaltitel | Erstausstrahlung Frankreich | Deutschsprachige Erstveröffentlichung (D/A/CH) | Regie       | Drehbuch       |
| ---------- | --------- | --------------- | ------------- | --------------------------- | ---------------------------------------------- | ----------- | -------------- |
| 1          | 1         | Folge 1         | Episode 1     | 30. Mai 2017                | 1. Juli 2018                                   | Julius Berg | Delinda Jacobs |
| 2          | 2         | Folge 2         | Episode 2     | 30. Mai 2017                | 1. Juli 2018                                   | Julius Berg | Delinda Jacobs |
| 3          | 3         | Folge 3         | Episode 3     | 30. Mai 2017                | 1. Juli 2018                                   | Julius Berg | Delinda Jacobs |
| 4          | 4         | Folge 4         | Episode 4     | 30. Mai 2017                | 1. Juli 2018                                   | Julius Berg | Delinda Jacobs |
| 5          | 5         | Folge 5         | Episode 5     | 30. Mai 2017                | 1. Juli 2018                                   | Julius Berg | Delinda Jacobs |
| 6          | 6         | Folge 6         | Episode 6     | 30. Mai 2017                | 1. Juli 2018                                   | Julius Berg | Delinda Jacobs |

## Auszeichnungen und Nominierungen
- La Rochelle, La Rochelle TV Award (2017)